# Хорсманн, Удо
У́до Хо́рсманн (нем. Udo Horsmann; род. 30 марта 1952, Беккум) — немецкий футболист, обладатель Кубка чемпионов 1976 года в составе мюнхенской «Баварии».

## Трофеи
- Кубок чемпионов: победитель, 1975/76
- Кубок чемпионов: финалист, 1981/82
- Межконтинентальный кубок: победитель, 1976
- Бундеслига: чемпион 1979/80, 1980/81
- Кубок ФРГ: победитель 1981/82